# Rux
Rux е влиятелна стрийт пънк група от Южна Корея.
Групата е създадена през 1996 година, а през 1999 издава първия си албум. Вокалиста Won Jong-hee, единственият член от оригиналния състав, ръководи Skunk Label и е собственик на музикалния клуб Skunk Hell. За Rux се говори много през 2005 година, когато приятели на групата се събличат на сцената по време на снимките на музикалното шоу Music Camp на MBC.

## История
Rux се събират през 1996, когато пънкарската музикална сцена е ориентирана около клубовете Club Drug и Crying Nut. Името „Rux“ е синоним на „Ruckus“ (врява).
Rux издават няколко песни в компилации и преминават през неколкократни промени в състава преди да издадат мини албума си, съдържащ седем песни, I Gatta Go. Заглавието се отнася до всички мъже, които се разделят с бандите си, заради задължителното изпълнение на военна служба. Групата е в застой от 1999 до 2002 година, докато Won Jong-hee служи в армията.

### Skunk Label
Won Jong-hee притежава и управлява Skunk Label, DIY звукозаписна компания за корейски пънк банди, основана през юли 1998. Skunk Label също е в застой по време на престоя на Won в казармата. Когато Won се връща през 2002, Skunk Label издава We are the Punx in Korea, CD компилация с 30 песни, които биват сравнявани с „Rosetta stone“ на корейския пънк рок.

### Skunk Hell
Won е собственик на два клуба за жива музика наречени Skunk Hell.
Първият клуб, намиращ се между Hongik University и Sinchon, е подземно помещение с размера на „хубав хол“.
Вторият Skunk Hell отваря в Hongdae area през януари 2004 на мястото на Club Drug. Седмичното съставяне на графика за музика се изготвяло от Ryu Cheol-hwan, член на пънк бандата Suck Stuff. В края на 2008 година Skunk Hell официално затваря врати поради липсата на лиценз за продажба на алкохол, финансови проблеми и високата конкуренция от подобен тип места. Skunk Hell затваря врати, Skunk Label се разпада, но Rux и Suck Stuff бързо подписват с Dope Records.

### Инцидентът на Music Camp
В Събота 30 юли 2005 година, Rux са поканени от MBC за музикална програма Music Camp.
Към края на изпълнението на групата двама от феновете се събличат и започват да подскачат на сцената пред публиката и камерите. Концерта е предаван на живо и зрителите от цяла Корея стават свидетели на 4-5-секундното голо шоу на двамата младежа. Полицията задържа феновете и ги обвинява в непристойно поведение и нарушаване на програмата. Won също бива арестуван, заради това че ги е поканил. Гневът на публичната общественост се излива срещу Rux и телевизионния оператор. MBC спира Music Camp, а Корейската Телевизионна Комисия обмисля да наложи тежки дисциплинарни наказания. Кметът на Сеул Lee Myung-bak предлага концертите в Hongdae да се регулират от органите,, с което предизвиква политическите съперници да сравняват Lee с диктатора Park Chung-hee.

## Състав на групата
- Won Jong-hee (원종희): вокал
- Ryu Myung-hoon (류명훈): барабани
- Lee Hyun-hee (이현희): китара
- Yoon Hyung-sick (윤형식): бас

### Предишни членове
- Lee Hyung-wi (китара)
- Lee Seung-bok (бас)
- Kang Dol-il (барабани)
- Park Jun-young (китара)
- Kim Seuk-yun (барабани)
- Lee Ju-hyun (бас)
- Park Gun-woo (китара)
- Paul Bricky (бас)
- Joey Queen (китара)
- Lee Dong-hoon (барабани)
- Lee Tae-sun (бас)

## Дискография

### Албуми
- [2004.07.01] Where are We Going? (우린 어디로 가는가)
- [2007.08.17] Rux the Ruckus Army
- [2009.06.25] Eternal Children (영원한 아이들)

### Лайв албуми
- [2005.??.??] The Skunx 2005 Live

### Мини албуми
- [1999.05.01] I Gatta Go
- [2005.06.29] Another Conception

### Сингли
- [2011.09.02] Dirty Punk (더러운 양아치)

### Дигитални сингли
- [2008.03.24] Last 10 Seconds
- [2009.04.07] Wreck (만신창이)
- [2010.06.15] Out of the Blue

### Компилации
- [1998.??.??] 98 Punk Daejanchi ~ Our Minds are All the Same (#1 Budutga, #2 Don't Wake Up, #3 Lock, #4 Another Face)
- [1999.??.??] 3000 Punk (#7 45, #25 Sub)
- [1999.03.22] Club Hardcore, Assa Obang (#6 Headless Fish, #14 Street)
- [2003.07.05] We Are the Punx in Korea (#7 Our Minds are All the Same)
- [2006.04.20] 2006 Skunk Compilation „Strike! Strike! Strike!!“ (#6 And Again, #12 When I Die, #17 Oworui Norae 2)
- [2008.09.16] No Future for You]] (#5 Everybody's Wicked)
- [2010.08.02] Burning Hepburn – Life Goes on (Burning Hepburn) (#3 Life Goes on (с участието на Rux, Crying Nut)

## Референция
1. ↑  Epstein, Stephen. Cosmopatriots: On Distant Belongings and Close Encounters.   Netherlands, Rodopi, 2007. ISBN 978-90-420-2360-4. с. 157.
2. ↑  Twitch, Jon. Broke in Korea 16 //   Jon Twitch.  Архивиран от оригинала на 2014-01-03. Посетен на 3 януари 2014.
3. ↑  Domer, Nevin. RUX Where Are We Going (2004) //   PunkNews.org, 26 ноември 2004. Посетен на 3 януари 2014.
4. ↑  Dunbar, Jon. Punks in Korea //   Theme Magazine, Spring 2005.  Архивиран от оригинала. Посетен на 3 януари 2014.
5. ↑  Domer, Nevin. Various We Are The Punx In Korea //   PunkNews.org, 24 декември 2004. Посетен на 3 януари 2014.
6. ↑  Brickey, Paul. A Clean Slate for Us Both: The autobiography of a Korean-American punk trapped in Korea //   Broke in Korea, March 2005.  Архивиран от оригинала. Посетен на 3 януари 2014.
7. ↑  Twitch, Jon. Escape from Hell: Skunk Hell quietly closes its doors //   Broke in Korea, Fall 2008.  Архивиран от оригинала. Посетен на 3 януари 2014.
8. ↑  Unknown, Unknown. Naked Bodies Shown for Five Seconds on Live TV //   Dong-a Ilbo, 1 август 2005. Посетен на 3 януари 2014.
9. ↑  Kim, Tae-jong. Music show canceled after indecent exposure //   Korea Times, 31 юли 2005.  Архивиран от оригинала. Посетен на 3 януари 2014.
10. ↑  Unknown, Unknown. Punk Rockers' Privates in Affront to Korea's 'Bourgeois' //   Chosun Ilbo, 31 юли 2005. Посетен на 3 януари 2014.
11. ↑  Kwon, Ji-young. Hongdae musicians apologize for flashing //   Korea Herald, 3 август 2005.  Архивиран от оригинала. Посетен на 3 януари 2014.
12. ↑  Unknown, Unknown. Seoul Mayor Blasted for Authoritarian Mindset //   Chosun Ilbo, 2 август 2005. Посетен на 3 януари 2014.